# Ради семейного очага
«Ради семейного очага» — повесть/роман Ивана Франко, написанная в 1892 году. Произведение дважды экранизировано — в 1970 и 1992 годах.
Поводом для сюжета стал реальный судебный процесс 1883 года над организаторами публичного дома во Львове на ул. Скарбковской.
Первая публикация вышла с посвящением Панасу Мирному, тем самым Франко связывал свою повесть с его романом «Гулящая».

## Сюжет
Львов. 1880-е годы. Капитан австрийской армии Антось Ангарович, который пять лет служил в Сербии, возвращается домой к любимой жене Анеле и детям. Неожиданно он застаёт возросшее благосостояние семьи — обстановка в доме стала гораздо богаче, чем была, хотя как он помнил, при его отъезде жена жаловалась на недостаток денег. Но Анеля — внучка богатого краковского фабриканта Гуртера, которая выйдя замуж против его воли, не получала от него ничего, и жила на офицерское жалование мужа, и Антось думает, что это Гуртер на старости помог внучке.
Придя в офицерское казино, Антось почувствовал какое-то странное, двусмысленное обращение с собой офицеров, а его приятель Редлих посоветовал ему вообще не посещать казино.
Антось вспоминает, как ещё до отъезда слышал из уст какого-то пьяницы намёки на связь его жены с бароном фон Рейхлингеном, и как тогда жена на вопрос о том, что за отношения у неё с бароном, устроила истерику, и упрашивала мужа бросить службу, и купив поместье, уехать из города.
Несмотря на предупреждение, Антось снова приходит в офицерское казино, и теперь уже видит к себе прямое пренебрежение со стороны офицеров, а Редлих по их поручению вызывается поговорить с Антосем, и сообщает ему, что его жена имеет дела с некой госпожой Шаблинской, промышляющей презренным ремеслом. За такие слова Ангарович вызывает Редлиха на дуэль и убивает его.
Однако, слова Редлиха посеяли сомнение в душе Ангаровича, а вскоре он узнаёт, что дед жены Гуртер четыре года назад стал банкротом и нищим и просто не мог бы помогать деньгами Анеле.
Как-то он знакомится в ресторане с полицейским агентом, который рассказывает ему о том, что арестована госпожа Шаблинская, содержащая тайный публичный дом и через некоего Штернберга поставлявшая девушек в заграничные бордели, и что в этом деле вербовщицей девушек выступала некая «капитанша», которую вот-вот арестуют.
Антось выясняет у Анели каковы её отношения с Шаблинской, и какова её роль в этом грязном деле…
Жена офицера, «благопристойная» дама общества, Анеля Ангарович ради наживы вербует крестьянских девушек и продает их в публичные дома. Перед тем как покончить самоубийством, она сама клеймит то общество, к которому принадлежит: 
— О, как я презираю вас! Как ненавижу вас, вы, фарисеи, вы, лжецы и лицемеры! Самый презренный поступок, величайшая подлость — для вас ничто. Вас страшит только суд толпы, призрак ответственности. Хорошо скрытая подлость перестает быть подлостью, тайное преступление служит только доказательством отваги и ловкости!

Она рассказывает, что желая освободить себя от преследований барона Рейхлингена, подставила ему вместо себя барышень из пансионата своей приятельницы Шаблинской, следствием чего этот пансионат стал походить на невесть что, а затем Анеля участвовала в организованной торговле человеческим товаром. И всё это не под каким-либо роковым прессом обстоятельств, без следа какого-либо несчастья, каких-то душевных мук. Всё просто, элементарно-просто, грубо-просто.— Михаил Грушевский, из рецензии на повесть, 1898 год
После разговора с мужем, не дожидаясь когда её придут арестовывать, Анеля совершает самоубийство, боясь позора, который падет не столько на ее голову, сколько на голову её детей.
Вскоре состоялся процесс над организаторами публичного дома и вербовщиками проституток для заграничных борделей, но на суде имя Анели не фигурировало — её самоубийство вызывало в её жертвах и свидетелях по делу чувство прощения.

На Анелиной могиле нет ни креста, ни плиты с надписью, только высокий кипарис, ограждённый железными решетками, вздымается вверх ровно как свеча, в своей густой, вечной зелени — верный образ замкнутой в себе энергии и несломленной решимости.— финал повести

## Реальная основа и прототипы
Роман написан на основе реальных событий — двух громких судебных процессов по делам о проституции и торговле людьми, которые состоялись в 1883—1892 годах во Львове.
Писатель, работая репортёром в газете «Kurjer Lwowski», освещал эти события, и, как отмечается литературоведами, соотношение между сюжетом романа и реальными газетными хрониками судебных процессов поражает своей достоверностью.
Первый процесс, 1883 года, состоялся над Антониной Вайс, которая вовлекала молодых девушек в принадлежащий Марии Грембович бордель на ул. Скарбковской, который работал в течение двенадцати лет при содействии местных богатых панычей. 12 сентября 1883 года суд приговорил Вайс к одному году заключения, а хозяйку борделя Марию Грембович к трём неделям ареста.
Газета «Sztandart Polski» сообщала, что госпожа Вайс была женой австрийского офицера, отчего получила прозвище «капитанша». На суде она оправдывалась тяжелым материальным положением, отсутствием мужа, служившего в Сербии, и тем, что делала это «dla ogniska domovego» («ради семейного очага») — эти слова и послужили названием для произведения Франка.
Второй процесс, 1892 года, по делу группы Исаака Шефферштейна, которая в 1887—1892 годах занималась вербовкой девушек в заграничные публичные дома. Этот процесс также широко освещался газетой «Kurjer Lwowski», в номерах 290—301 за 20-28 октября 1892 года.

## История создания
Франко рассказывал мне, что только повесть «Для домашнего очага» он создавал по плану, имея много свободного времени, все другие свои повести он писал отрывками — от одной книги журнала к другой. Сначала заложил краеугольный камень повести, то есть центральное событие, а потом подбирал к  этому событию эпизоды и эпизодические фигуры и пристраивал эпилог.
Произведение написано в декабре 1892 года под названием «Dla ogniska domowego» — роман был написан на польском языке, с надеждой на большее внимание со стороны польской читательской аудитории. В польской терминологии жанр был определён автором как повесть.

Рассуждая, что повесть может быть для поляков интереснее, чем для украинцев, написал её сразу по-польски.— автор повести Иван Франко
Однако, варшавский издатель Теодор Папроцкий 1 мая 1893 года сообщил Франко, что цензура запретила публикацию в Варшаве из-за окончания повести, из которого следовало, что причину преступления следует искать не в психологии отдельной испорченной личности, а в самом социальном строе с его отвратительной лицемерной моралью.
Франко отказался изменять произведение по требованию цензуры, и в 1892—1897 годах осуществил десять безуспешных попыток публикации на польском языке в издательствах «Głosu», «Wisły», «Prawdy», «Przeglądu tygodniowego», «Ateneumu», на украинском в изданиях «Зарю», «Kurjer Lwowski», «Жите і слово», «Народ», и в российских журналах «Вестник Европы» и «Русское богатство».
В 1893 году повесть начал было печатать коломыйский журнал «Народ» М. И. Павлика, вышел один номер с восемью страницами повести, но дальнейшая публикация была остановлена.
Только в 1897 году произведение было издано в авторском переводе на украинский язык отдельной книгой тиражом журнала «Жизнь и слово» в серии «Литературно-научная библиотека».

## Критика
Произведение относят к жанру социально-психологического романа с элементами приближающими его к жанру детектива.
Современники, отмечая несомненные достоинства повести, называли и его недостатки, так Василий Щурат назвал роман слабым в техническом отношении и психологических моментах.
Михаил Грушевский, отмечая, что произведение написано интересно, с выдающимся талантом, но бессодержательная из-за неясности характера героини:

Характер Анели становится спорным, загадочным. Или он ошибочен у автора, или автор не сумел его показать, мотивировать поступки, перевести психологию. Характеристика, данная в конце — «замкнутая в себе энергия и неизменная решимость», — механически привязана, не соответствует фабуле, а впечатление, которое дают события, не соответствует тому впечатлению, которое хотел ими сделать автор. Мы даже не можем наверняка сказать, какая идея в окончательной результате должна возникать по плану автора из описанных им событий. … Повесть написана хорошим языком, есть кое-где барбаризмы, но их очень немного. Украинско-русская литература в ней приобретает новый хороший вклад от автора.
— Михаил Грушевский
М. Ф. Рыльский отмечал композиционную стройность произведения — постепенное раскрытие тайны пани Анели. Литературовед А. И. Белецкий заметил, что роман продолжает произведения Ивана Франко, срывающих маски с высшего общества аристократии, таких как роман «Столпы общества», неоконченный роман «Не узнав броду», повесть «На вершине»:

К ним примыкает повесть «Ради домашнего очага» — эпизод из жизни не высшего, а среднего слоя польского общества и ряд других, слагающихся в целом в картину, уже не смешную, а отвратительную, картину глубокого морального разложения и вырождения польской крупной шляхты и буржуазии.— литературовед А. И. Белецкий

Сюжет занимателен, характеры ярки и сильны, образы глубоко психологизированы. В этом произведении легко можно проследить, как мастерски просто, на локальном материале писатель решает большую социально-психологическую проблему своего времени — моральное разложение буржуазной семьи.
Семья капитана Ангаровича, буржуазная мораль Анели, как в капле воды, отражает весь буржуазный мир: его мораль, эгоизм, преступные по отношению к народу поступки, жажду обогащения и личного благополучия. Писатель тонко раскрывает переживания Анели, которая решительно не понимает, почему муж, вернувшись домой и узнав о ее коммерции, так возмутился, в чем ее вина перед мужем. Ведь она осталась верной ему, все делала «для домашнего очага», ради детей и благополучия всей семьи.

Мещанина и буржуа не интересует судьба других людей, счастье народа, ему нужен чистоган, доход, личная выгода, личное счастье.— Художественная проза Ивана Франко. — М.: Советский писатель, 1967

## Экранизации
- «Для домашнего очага», 1970, СССР, реж: Юрий Суярко, в роли Анели — Народная артистка СССР Ольга Кусенко.
- «Ради семейного очага», 1992, Украина, реж: Борис Савченко, в роли Анели — польская актриса Ганна Дуновська.